# Hans-Jürgen Bäumler
Hans-Jürgen Bäumler (* 28. Januar 1942 in Dachau) ist ein ehemaliger deutscher Eiskunstläufer und Schauspieler. Während seiner Karriere als Sportler war er außerdem Schlagersänger, später auch Fernsehmoderator.
Zu Beginn seiner Eislaufkarriere zählte Bäumler zu den erfolgreichsten deutschen Einzelläufern. Ab 1958 trat er bei internationalen Meisterschaften im Paarlauf gemeinsam mit Marika Kilius an. Das Paar gewann von 1959 bis 1964 sechs Europameistertitel, 1963 und 1964 wurde es Weltmeister. Bei den Olympischen Winterspielen 1960 und 1964 gewannen Kilius/Bäumler jeweils die Silbermedaille. 1964 beendeten sie ihre Amateurlaufbahn und traten in den folgenden Jahrzehnten bei internationalen Eisschauen auf. Bäumler absolvierte parallel dazu eine schauspielerische Ausbildung und übernahm Rollen in Unterhaltungsspielfilmen sowie in Theaterstücken.

## Laufbahn

### Anfänge als Einzelläufer (bis 1957)
Im Alter von acht Jahren begann Bäumler mit dem Eiskunstlaufen. Er trat dem SC Riessersee in Garmisch-Partenkirchen bei und wurde ab den frühen 1950er Jahren von Erich Zeller trainiert. 1954 gewann Bäumler seinen ersten nationalen Titel als deutscher Juniorenmeister, ein Jahr später schlug er mit 13 Jahren den etwas jüngeren Manfred Schnelldorfer bei der bayerischen Meisterschaft. Schnelldorfer entwickelte sich in der zweiten Hälfte der 1950er Jahre zum führenden deutschen Einzelläufer und errang bis 1964 insgesamt acht deutsche Meistertitel. Bäumler gewann von 1956 bis 1959 vier Medaillen bei nationalen Meisterschaften, neben Schnelldorfer platzierte sich Tilo Gutzeit regelmäßig vor ihm. Bei den internationalen Großereignissen blieb Bäumler als Einzelläufer ohne Medaille: Sein bestes Ergebnis erzielte er bei den Europameisterschaften 1957, bei denen er als bester Deutscher den sechsten Rang belegte.
Als Bäumlers Stärke galt in seiner Zeit als Einzelläufer seine Kür, während seine (für die Bewertung wichtigere) Pflicht hinter den Leistungen seiner Konkurrenten zurückblieb. Zudem trat er abseits der Wettkampfläufe als Eisclown auf, wobei seine komischen Darstellungen positives Medienecho erhielten.

### Paarlauferfolge mit Marika Kilius (1957 bis 1964)

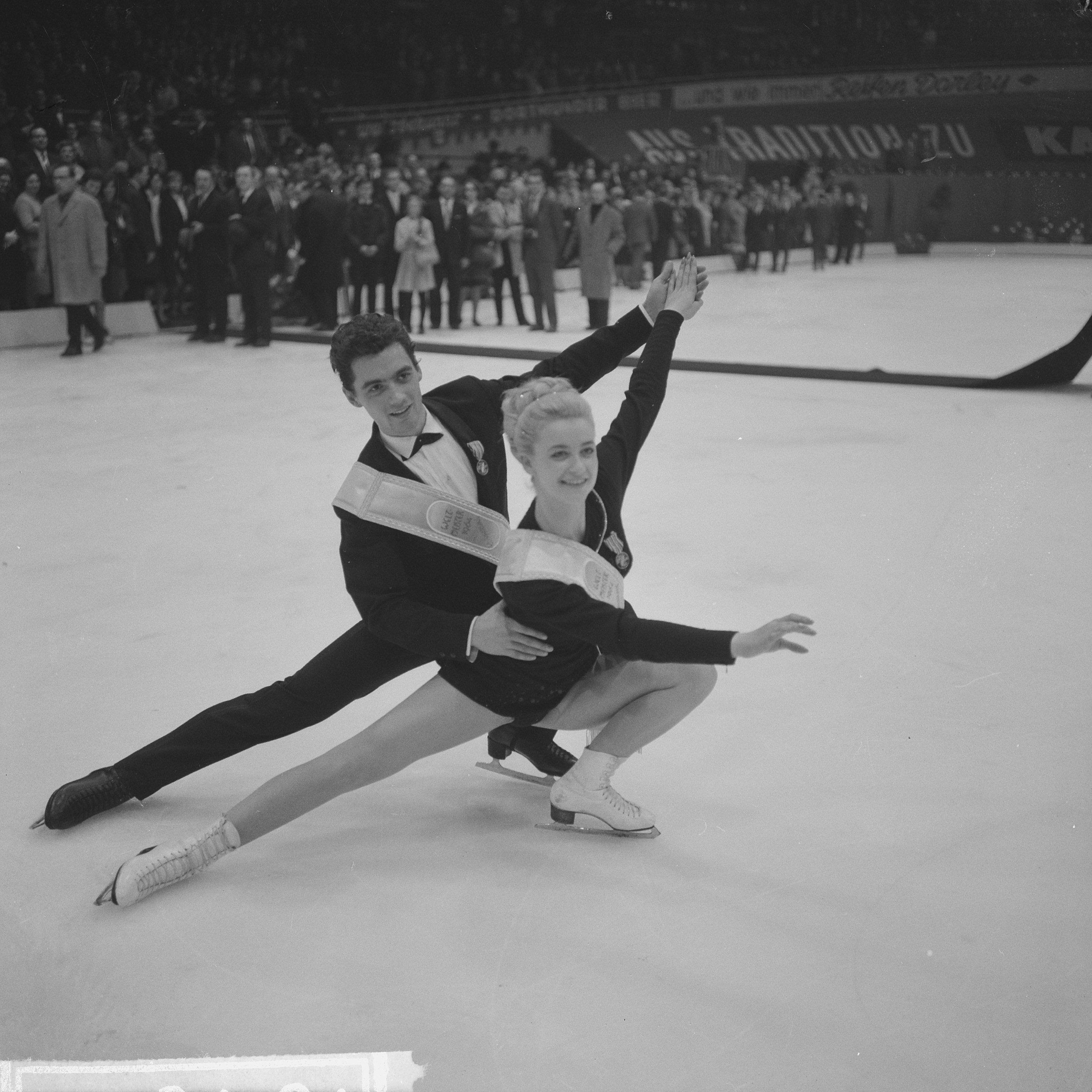
Das Paar Kilius/Bäumler (hier bei den Weltmeisterschaften 1964)

Im Oktober 1957 nahm Bäumler – zunächst parallel zum Einzellauf, ab 1959 ausschließlich – das Paarlauftraining mit der ein Jahr jüngeren Frankfurterin Marika Kilius auf. Kilius hatte seit 1955 mehrere Medaillen bei Welt- und Europameisterschaften mit ihrem ersten Partner Franz Ningel gewonnen, von dem sie sich wegen dessen geringer Körpergröße getrennt hatte. Das Paar Kilius/Bäumler trainierte unter der Betreuung Erich Zellers zunächst in Garmisch-Partenkirchen, später in Oberstdorf. Bereits in ihrem ersten gemeinsamen Winter wurden die beiden Jugendlichen deutsche Paarlaufmeister, 1959 errangen sie in Davos ihren ersten Europameistertitel. Im Rückblick auf die sportliche Laufbahn des Paares hoben Biographen die in Davos gezeigte Präsentation „ohne Fehl und Tadel“ als wichtig für Bäumlers Selbstbewusstsein hervor. Bis dahin habe er in der öffentlichen Wahrnehmung hinter seiner erfahreneren Partnerin zurückgestanden und (gemäß der Angabe des Sportschriftstellers Roderich Menzel) „das Gefühl gehabt, […] beim Paarlauf nur die zweite Geige zu spielen“, bei der EM sei er aber als „der kräftige männliche Widerhall zu Marikas graziöser Aufforderung“ in Erscheinung getreten.
Anfang der 1960er Jahre etablierten sich Kilius/Bäumler unter den weltweit führenden Eiskunstlaufpaaren. Von ihrem ersten Titel 1959 bis 1964 gewannen sie sechsmal in Folge die Europameisterschaften. Dabei setzten sie sich vor allem gegen die sowjetischen Paare Schuk/Schuk und Beloussowa/Protopopow durch sowie gegen die nationale Konkurrenz von Kilius’ früherem Partner Franz Ningel und Margret Göbl, die Kilius und Bäumler mehrmals bei deutschen Meisterschaften schlugen. Bei den Weltmeisterschaften 1959 und 1960 siegten jeweils die Kanadier Barbara Wagner und Robert Paul, die 1960 in Squaw Valley auch Olympiasieger vor Kilius und Bäumler wurden. Nachdem Wagner und Paul ihre Amateurlaufbahn beendet hatten und ins Profilager gewechselt waren, sah sich das deutsche Paar im weltweiten Vergleich in der Favoritenstellung. Bei den Weltmeisterschaften 1962 in Prag stießen Kilius’ und Bäumlers Schlittschuhe zu Beginn ihrer Kür bei einer eingesprungenen Waagepirouette zusammen. Beide stürzten und gaben den Wettkampf kurz danach auf, weil ihre Schuhe bei dem Sturz beschädigt worden waren. Kilius schrieb später, der Sturz habe die Popularität des Paares „explosionsartig in die Höhe schnellen“ lassen, auch Bäumler sah mit dem Missgeschick einen großen Werbeeffekt verbunden. Im März 1963 wurden Kilius und Bäumler in Cortina d’Ampezzo Weltmeister – vor Ljudmila Beloussowa und Oleg Protopopow, die zum vierten Mal bei einem internationalen Großereignis Silber hinter den Deutschen gewannen.

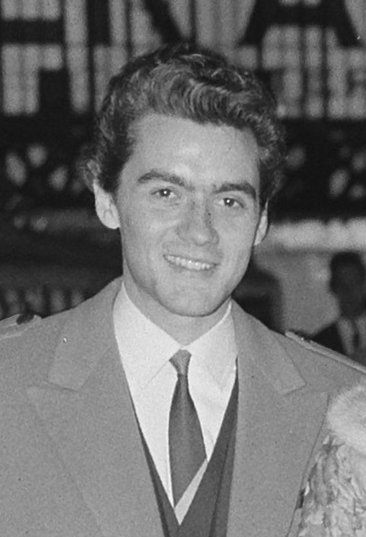
Hans-Jürgen Bäumler (1964)

Für Kilius und Bäumler war der Winter 1964 die letzte Saison ihrer Wettkampfkarriere, deren Höhepunkt die Olympischen Winterspiele von Innsbruck bildeten. Das deutsche Paar galt als erster Sieganwärter, wurde von der Mehrheit der Kampfrichter aber hinter Beloussowa und Protopopow gesetzt und gewann die Silbermedaille. Im Gegensatz zu der vor allem für ihren künstlerischen Ausdruck gelobten Kür der russischen Läufer galt Kilius/Bäumlers Präsentation als „sportlich hochwertig […]“, aber zugleich als „etwas verhalten und auf Sicherheit“ bedacht. Einen Monat nach den Olympischen Spielen traten Kilius und Bäumler letztmals zu Weltmeisterschaften an. In Dortmund verteidigten sie ihren 1963 errungenen Titel mit einer Kür, die sich teilweise an dem olympischen Auftritt Beloussowas und Protopopows orientierte. Die Jury-Entscheidung fiel in Dortmund ebenso knapp aus wie in Innsbruck: Während sich bei Olympia fünf der neun Kampfrichter für die Russen entschieden hatten, setzten sich bei der WM Kilius und Bäumler mit 5:4 Stimmen durch.
Nach der Saison 1964 beendeten Kilius und Bäumler ihre Amateurlaufbahn und wechselten zu den Berufssportlern, verdienten also fortan Geld mit ihren Auftritten bei Eisshows und in Spielfilmen. Dass das Paar bereits vor den Winterspielen von Innsbruck entsprechende Verträge unterzeichnet hatte, galt als potentieller Verstoß gegen den Amateurparagraphen des Internationalen Olympischen Komitees (IOK) und führte zu einem schwelenden Konflikt mit den Funktionären. Auf Wunsch des deutschen NOK-Präsidenten Willi Daume gaben Kilius und Bäumler 1966 ihre in Innsbruck gewonnene Silbermedaille an das IOK zurück, um der Bewerbung Münchens für die Olympischen Spiele 1972 nicht zu schaden. Mehr als zwei Jahrzehnte später stellte das IOK fest, dass es keine Verletzung der Amateurrichtlinien seitens Kilius/Bäumlers gegeben habe. Das Paar erhielt 1987 eine Neuprägung der Medaillen.

### Auftritte in Eisrevuen (1964 bis 1982)
Nach dem gemeinsamen Ende ihrer Laufbahn im Leistungssport traten Marika Kilius und Hans-Jürgen Bäumler bis Anfang der 1980er Jahre gemeinsam in Eisschauen auf, wobei Kilius zwischenzeitlich mehrmals pausierte und Bäumler in dieser Zeit mit anderen Partnerinnen lief. Ihr erstes Engagement im Winter 1964/65 hatten Kilius und Bäumler bei der Wiener Eisrevue, ab der folgenden Saison tourten sie mit Holiday on Ice durch Europa. Von 1969 an spielte das Paar für mehrere Jahre in Operetten des Deutschen Eistheaters mit – darunter Im weißen Rössl und Die lustige Witwe –, dessen Management Bäumler zudem für kurze Zeit übernahm. Mitte der 1970er Jahre kehrte er gemeinsam mit Kilius zu Holiday on Ice zurück und beendete 1982 mit 40 Jahren seine Eislaufkarriere.

### Schlagersänger
Nach dem Plattenerfolg von Marika Kilius mit Wenn die Cowboys träumen schloss die Plattenfirma CBS Records – der deutsche Ableger des US-Labels Columbia – im Frühjahr 1964 auch einen Plattenvertrag mit Bäumler. Im April 1964 wurde die erste Single mit der A-Seite Wunderschönes fremdes Mädchen veröffentlicht. Binnen kurzer Zeit schoss der Titel in den Hitparaden nach oben und erreichte sowohl beim Deutschlandfunk, dem Bayerischen Rundfunk als auch bei Radio Luxemburg Platz eins. In der Hit-Parade der Musikfachzeitschrift Musikmarkt erreichte der Titel den dritten Rang. Zeitgleich brachte CBS eine Duettplatte mit Marika Kilius heraus, deren A-Seite Honeymoon in St. Tropez bei Musikmarkt ebenfalls auf dem zweiten Platz landete. Mit Sorry Little Baby hatte Bäumler 1965 einen weiteren Top-10-Titel (Platz 7), der ihm auch den Bronzenen Löwen von Radio Luxemburg einbrachte. Dort war er zu dieser Zeit auch als Sprecher engagiert. Bis 1966 hatte er sich mit insgesamt sechs Titeln in den Hitparaden platziert. 1968 lief sein Vertrag bei CBS aus, danach brachte Bäumler erst 1976 zwei weitere Platten bei Elite Spezial heraus. Mit dem Titel Zauberei aus dem Zylinder erreichte er in der Airplay-Hitparade Platz 21 und in der Deutschen Schlagerparade von NDR 2 sieben Wochen einen Platz unter den ersten 10, davon die meisten Wochen unter den oberen fünf. Die Folgesingle Sunny Funny Zeitungsboy konnte sich weder in den offiziellen Charts noch in den Hitparaden platzieren. Insgesamt wurden mit Bäumler zwischen 1964 und 1976 15 Singleplatten produziert, davon zwei zusammen mit Marika Kilius.

### Schauspieler und Fernsehmoderator
Die ersten Rollen als Schauspieler übernahm Bäumler 1964 in dem Eisrevuefilm Die große Kür, in dem er – an der Seite von Marika Kilius – sich selbst spielte und der mit der Goldenen Leinwand für drei Millionen Besucher ausgezeichnet wurde. Drei Jahre später spielten Kilius und Bäumler erneut gemeinsam in der Fortsetzung Das große Glück.
Weil Bäumlers ausgeprägtes Bairisch für die Zuschauer schwer verständlich war und in seinen ersten Filmen synchronisiert werden musste, nahm er Mitte der 1960er Jahre (parallel zu seinen Auftritten bei Holiday on Ice) privaten Sprech- und Schauspielunterricht. 1968 erhielt er sein erstes Engagement als Bühnenschauspieler am Heidelberger Theater Tangente, wo er mit Edith Hancke und Waltraut Haas auftrat. Zwischen 1965 und 1974 spielte Bäumler in zwölf Unterhaltungsspielfilmen (siehe Filmografie) sowie in der Fernsehserie Salto Mortale mit. In den folgenden Jahrzehnten war er Teil verschiedener Theaterensembles, seine letzte Rolle übernahm er 2017 in dem Stück Kerle im Herbst in der Komödie im Bayerischen Hof.
Ab Mitte der 1980er-Jahre war Bäumler Moderator verschiedener Quizsendungen, unter anderem Der Apfel fällt nicht weit vom Stamm (1984–1987), Das waren Hits (1986–1994) und Was wäre wenn (1987–1989) im ZDF. Von 1990 bis 1993 moderierte er bei RTL plus die Quizshow Riskant! Im Oktober 2006 gehörte er gemeinsam mit seiner ehemaligen Partnerin Marika Kilius der Jury in der RTL-Show Dancing on Ice an.

## Persönliches
Hans-Jürgen Bäumlers Eislaufkarriere wurde maßgeblich von den Ambitionen seiner Mutter Anni Bäumler bestimmt, der er einen wesentlichen Teil seines Erfolges zuschrieb: „Ich bin nur Weltmeister geworden, weil meine Mutter Anni diesen Ehrgeiz hatte, ich hatte ihn nicht.“ Unter der Anspruchshaltung, ein erfolgreicher Eiskunstläufer werden zu müssen, habe er gelitten. Anni Bäumler zog mit ihrem Sohn nach dessen Grundschulzeit von seiner Geburtsstadt Dachau nach Garmisch-Partenkirchen. Zu seinem in Dachau lebenden Vater hatte er als Heranwachsender nur noch wenig Kontakt.
1974 heiratete Bäumler eine Lehrerin, mit der er zwei Söhne hat. Das Paar lebt an der Côte d’Azur bei Nizza.

## Öffentliches Bild und Würdigung
Das Eislaufpaar Kilius/Bäumler genoss eine hohe Popularität in der bundesdeutschen Öffentlichkeit. Beide galten als „die ersten deutschen Sportstars des Boulevards nach dem Zweiten Weltkrieg“ und wurden auf der Titelseite der Bravo abgebildet. Die Regenbogenpresse – etwa Das Neue Blatt – stellte Kilius und Bäumler als „Eisprinzessin“ und „Eisprinz“ dar und begleitete ihr Privatleben in Form eines „Endlosmärchens“ ausführlich mit emotionalen, teils konstruierten Schlagzeilen. Dass die als „Traumpaar“ beschriebenen Sportler im wirklichen Leben kein Paar wurden, stieß unter ihren Anhängern auf große Enttäuschung. In seinen frühen Auftritten als Schauspieler entwarfen Filmemacher für Bäumler das Image des bescheidenen jungen Mannes. Trotz seiner medialen Präsenz in verschiedenen Funktionen behielt er die Zuschreibung als „Eisprinz“: Dieser Status galt weiterhin als „Bäumlers großes Kapital“. Spätere journalistische Porträts bescheinigten Bäumler, er sei „gelassen und vollkommen in sich ruhend“ und wirke „mit sich und seinem Leben im Reinen.“
Der Kunstlaufstil von Kilius und Bäumler wurde als besonders anspruchsvoll in der Artistik beschrieben. Als eigenes Sprungelement entwickelte das Paar die einem Radschlag ähnelnde Cartwheel-Figur, bei der die Läuferin vom Partner unterstützt wird. 1963 verliehen Sportjournalisten Bäumler das Goldene Band der Sportpresse, er ist zudem Träger des Silbernen Lorbeerblattes. Gemeinsam mit Marika Kilius wurde er 2011 in die Hall of Fame des deutschen Sports aufgenommen, wo er der erste männliche Eiskunstläufer war. Zu diesem Anlass attestierte der Sportjournalist Roland Zorn Kilius und Bäumler, sie hätten „in ihrem Element Träume und Projektionen auf sich [gezogen], die weit über ihre Wahrnehmung als Spitzensportler hinausgingen“ und seien durch ihre Auftritte in der Bundesrepublik der 1960er Jahre zu einem „Markenbegriff“ im Eiskunstlauf geworden.

## Ergebnisse im Eiskunstlauf

### Einzellauf
| Wettbewerb / Jahr        | 1955 | 1956 | 1957 | 1958 | 1959 |
| ------------------------ | ---- | ---- | ---- | ---- | ---- |
| Weltmeisterschaften      |      | 12.  |      | 14.  |      |
| Europameisterschaften    |      | 14.  | 6.   | 8.   |      |
| Deutsche Meisterschaften | 4.   | 3.   | 2.   | 3.   | 3.   |

### Paarlauf
(mit Marika Kilius)
| Wettbewerb / Jahr        | 1958 | 1959 | 1960 | 1961 | 1962 | 1963 | 1964 |
| ------------------------ | ---- | ---- | ---- | ---- | ---- | ---- | ---- |
| Olympische Winterspiele  |      |      | 2.   |      |      |      | 2.   |
| Weltmeisterschaften      | 6.   | 2.   | 3.   |      |      | 1.   | 1.   |
| Europameisterschaften    | 5.   | 1.   | 1.   | 1.   | 1.   | 1.   | 1.   |
| Deutsche Meisterschaften | 1.   | 1.   | 2.   | 2.   | 2.   | 1.   | 1.   |

## Single-Diskografie
| veröffentl. | A-/B-Seite                                                            | Kat.Nr.         |
| ----------- | --------------------------------------------------------------------- | --------------- |
| 1964        | Wunderschönes fremdes Mädchen / Eine Träne unter tausend              | CBS 1451        |
| 1964        | Honeymoon in St. Tropez / Nur der Mond ist schuld daran (& M. Kilius) | CBS 1458        |
| 1964        | Aber mein Herz ist allein / Viel zu groß ist meine Liebe              | CBS 1480        |
| 1964        | Sorry Little Baby / Heimliche Liebe                                   | CBS 1703        |
| 1965        | Einmal gibt’s ein Wiedersehn / Morgen schon                           | CBS 2105        |
| 1965        | Du bist mein Talisman / Gestern, Heute, Morgen                        | CBS 2130        |
| 1965        | Wenn junge Leute bummeln geh’n / Gaucho Musikant (& M. Kilius)        | CBS 2131        |
| 1966        | Ich finde dich wunderbar / Die Straßen dieser Stadt                   | CBS 2289        |
| 1967        | Sie weint nur um dich / Es ist so schön, mit dir zu geh’n             | CBS 2879        |
| 1967        | Der Tag, an dem die Liebe kam / Laß mich träumen                      | CBS 2310        |
| 1968        | Marionetten / Du bist Niemand                                         | CBS 2534        |
| 1968        | Vor uns liegt das Leben / So long, Good-Bye                           | CBS 2688        |
| 1976        | Zauberei aus dem Zylinder / Auf einem Schaukelpferd                   | Elite Sp. 60030 |
| 1976        | Leutnant der Husaren / Wenn zwei Menschen glücklich sind              | Elite Sp. 60033 |

## Filmografie
- 1964: Die große Kür (mit Marika Kilius)
- 1965: Ruf der Wälder
- 1966: Die Liebesquelle
- 1966: 00Sex am Wolfgangsee
- 1966: Das sündige Dorf
- 1967: Das große Glück (mit Marika Kilius)
- 1968: Paradies der flotten Sünder
- 1969–1972: Salto Mortale (Fernsehserie)
- 1969: Dem Täter auf der Spur – Familienärger (Fernsehserie, 1 Folge)
- 1970: Hurra, unsere Eltern sind nicht da
- 1971: Verliebte Ferien in Tirol
- 1971: Einer spinnt immer
- 1972: Die lustigen Vier von der Tankstelle
- 1973: Sonja schafft die Wirklichkeit ab oder… ein unheimlich starker Abgang
- 1974: Schwarzwaldfahrt aus Liebeskummer
- 1993: Almenrausch und Pulverschnee
- 1995: Großstadtrevier (Fernsehserie, Folge Der Rächer)
- 1996: Im Namen des Gesetzes (Fernsehserie, Folge Herr und Hund)
- 1998: Die Anrheiner (Fernsehserie, 2 Folgen)
- 2000–2012: Unser Charly (Fernsehserie, verschiedene Rollen)
- 2008: Kreuzfahrt ins Glück (Fernsehreihe, Folge Hochzeitsreise nach Chile)
- 2010: SOKO München (Fernsehserie, Folge Spurlos)
- 2011: Verbotene Liebe (Fernsehserie, 2 Folgen)
- 2019: Dr. Klein (Fernsehserie, 2 Folgen)